# Sebastijan Pregelj

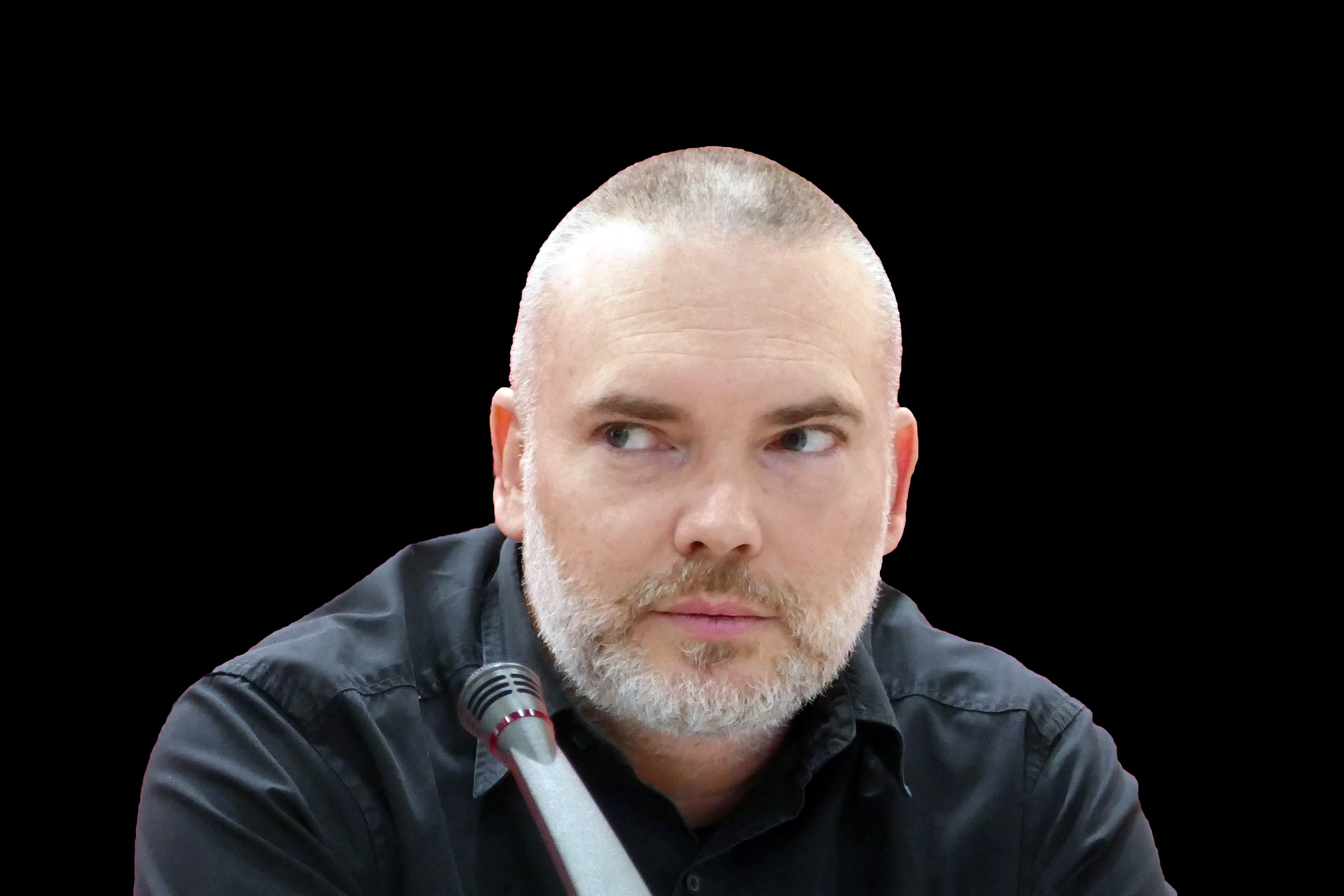
Sebastijan Pregelj auf der Leipziger Buchmesse 2018.

Sebastijan Pregelj (* 29. Juli 1970 in Ljubljana) ist ein slowenischer Schriftsteller.

## Leben und Werk
Pregelj studierte Geschichte an der Universität Ljubljana und diplomierte 1996 mit einer Arbeit zu den slowenischen Soldaten bei der Mexiko-Expedition des Erzherzogs Maximilian von Habsburg. Er lebt mit seiner Familie in Ljubljana und ist in der Werbebranche tätig.
Seit 1991 veröffentlicht Pregelj in Literaturzeitschriften. Seine literarische Laufbahn begann er als Autor von Kurzgeschichten, den ersten Roman veröffentlichte er 2004. Mit vier seiner Romanen kam er bisher auf die Shortlist für den renommierten Kresnik-Preis der Tageszeitung Delo für den besten slowenischen Roman des Jahres. 2020 erhielt er den Cankar-Preis (Cankarjeva nagrada) für seinen Roman V Elvisovi sobi (In Elvis‘ Zimmer). Drei Romane sind bislang in deutscher Übersetzung von Erwin Köstler erschienen. Seine Werke wurden auch ins Englische, Slowakische und Polnische übersetzt. Zusammen mit Gašper Troha veröffentlichte er 2010 einen literarischen Reiseführer durch Ljubljana, der 2011 auch in englischer Übersetzung erschien.
Pregeljs Opus zeichnet sich durch seinen ausgesprochenen Genresynkretismus und seine inhaltliche Heterogenität aus. Oft bewegt er sich mit seiner Literatur in Sphären der Phantastik; seine neueren Romane tragen eine deutlich spürbare gesellschaftskritische Note. Seine letzte Romanveröffentlichung V Elvisovi sobi beschreibt Kindheit und Jugend im zerfallenden Jugoslawien und die Ereignisse um die Unabhängigkeit Sloweniens. Da er in der slowenischen Literatur damit bisher gewissermaßen eine Alleinstellung innehat, fand der Roman in der Literaturöffentlichkeit großen Anklang. Seine Werke sind jedoch nicht auf den slowenischen Kontext beschränkt: Unter einem glücklichen Stern z. B. beschreibt das repressive und xenophobe gesellschaftliche Klima in Triest; Mož, ki je jahal tigra (Der Mann, der einen Tiger ritt) hingegen ereignet erzählt das Schicksal eines russischen Kosmonauten.
Seit 2014 schreibt und veröffentlicht Pregelj auch Kinderliteratur, die zum Teil bereits ebenfalls ins Deutsche übersetzt ist (von Metka Wakounig). Während die Reihe Zgodbe s konca kamene dobe (Geschichten vom Ende der Steinzeit) historischen Themen verpflichtet ist, spielen die Geschichten des Gespensts Babujan in der Jetztzeit.

## Werke

### Romane
- V Elvisovi sobi 2019.

- Vdih. Izdih. 2017.

- Kronika pozabljanja. 2014.
  - deutsch: Chronik des Vergessens. Roman. Aus dem Slowenischen von Erwin Köstler. Verlag Drava, Klagenfurt 2017, ISBN 978-3-85435-835-0.
- Pod srečno zvezdo. 2013.
  - deutsch: Unter einem glücklichen Stern. Roman. Aus dem Slowenischen von Erwin Köstler. Verlag Drava, Klagenfurt 2015, ISBN 978-3-85435-763-6.
- Mož, ki je jahal tigra. 2010.
- Na terasi babilonskega stolpa. 2008.
  - deutsch: Auf der Terrasse des Turms von Babel. Roman. Aus dem Slowenischen von Erwin Köstler. Verlag Drava, Klagenfurt 2013, ISBN 978-3-85435-715-5.
- Leta milosti. 2004.

### Kurzprosa
- Prebujanja. 2011.
- Svinje brez biserov. 2002.
- Cirilina roža. 1999.
- Burkači, skrunilci in krivoprisežniki. 1996.

### Kinderliteratur
- Reihe Zgodbe s konca kamene dobe
  - V snegu in ledu, 5. Teil. 2019.
  - Pri kamnitem stolpu, 4. Teil. 2018.
  - K morju, 3. Teil. 2017.
  - Do konca jezera in naprej, 2. Teil. 2016.
  - Deček Brin na domačem kolišču, 1. Teil. 2016.
- Duh Babujan in nepričakovana selitev. 2016.
  - deutsch: Das Gespenst Babujan und der unerwartete Umzug. Aus dem Slowenischen von Metka Wakounig. Verlag Drava, Klagenfurt 2017, ISBN 978-3-85435-827-5.
- Duh Babujan in prijatelji. 2014.
  - deutsch: Das Gespenst Babujan und seine Freunde. Aus dem Slowenischen von Metka Wakounig. Verlag Drava, Klagenfurt 2017, ISBN 978-3-85435-826-8.